# Santiago Apóstol de Jubia
Jubia (llamada oficialmente Santiago Apóstolo de Xubia) era una parroquia española del municipio de Narón, en la provincia de La Coruña, Galicia.

## Otro nombre
La parroquia también recibía el nombre de Santiago Apóstol de Jubia.

## Historia
La parroquia fue suprimida en 2010 pasando a ser el barrio de La Gándara de la localidad de Narón.

## Entidades de población
Entidades de población que formaban parte de la parroquia:
- Finca de Dopico (A Finca de Dopico)
- Gándara de Abajo (A Gándara de Abaixo)
- Gándara de Arriba (A Gándara de Arriba)
- Viviendas de la Marina Santiago Apóstol (As Casas da Mariña)
- Viviendas de San Rosendo (As Casas do Bispo)
- A Caleira
- Os Catro Camiños
- A Pereira

## Demografía
| Gráfica de evolución demográfica de Jubia entre 2000 y 2010 |
|                                                             |
| Datos según el nomenclátor publicado por el INE.            |